# Halictus farinosus
Halictus farinosus är en biart som beskrevs av Smith 1853. Halictus farinosus ingår i släktet bandbin, och familjen vägbin. Inga underarter finns listade i Catalogue of Life.